# Fundació 1859 Caixa Sabadell
Caixa Sabadell (nombre comercial de la Caixa d'Estalvis de Sabadell; en castellano, Caja de Ahorros de Sabadell) fue la caja de ahorros catalana más antigua ya que fue fundada en 1859. Inicia su actividad fundada por un grupo de sabadellenses encabezados por el industrial Pedro Turull y su hijo, Pablo. 
Desde ese momento, pasó a ser una entidad financiera sin ánimo de lucro dedicada a promover el ahorro, a administrar y gestionar los activos de sus clientes en su ámbito de actuación. En 2010, se fusionó con otras dos cajas catalanas: Caixa Manlleu y Caixa Terrassa, creando una nueva caja de ahorros conocida comercialmente con el nombre de Unnim Caixa.
El último presidente de Caixa Sabadell fue Salvador Soley i Junoy y su director general, Jordi Mestre Gonzàlez. Caixa Sabadell formó parte de la Confederación Española de Cajas de Ahorros (CECA) y de la Asociación Técnica Cajas de Ahorros (ATCA).

## Fusión en Unnim Caixa
En junio de 2009, Caixa Sabadell inició conversaciones con Caixa Terrassa y Caixa Manlleu, para conformar la que fue la primera fusión entre cajas de ahorro en España con la ayuda del Fondo de Reestructuración Ordenada Bancaria (FROB). Estas conversaciones dieron lugar a la creación de una nueva caja llamada Unnim Caixa.
Como consecuencia de la Burbuja inmobiliaria en España, la fusión de Caixa Sabadell, Caixa Manlleu y Caixa Terrassa precisó de 380 millones de euros, recursos que anticipó el Fondo de Reestructuración Ordenada Bancaria (FROB) pero requieren la suscripción de participaciones preferentes convertibles en cuotas participativas de la entidad resultante.